# Баљио Папуце (Трапани)
Баљио Папуце је насеље у Италији у округу Трапани, региону Сицилија.
Према процени из 2011. у насељу је живело 21 становника. Насеље се налази на надморској висини од 92 м.